# Marianne van den Boomen
Marianne Veronika Theresa van den Boomen (* 28. November 1955 in Den Haag; † 5. November 2014 in Utrecht) war eine niederländische Psychologin, Politikwissenschaftlerin und Autorin. Sie arbeitete und publizierte im Bereich Neue Medien sowie Digitalkultur und galt als Internetpionierin.

## Leben
Van den Boomen wuchs in Gouda auf und studierte Psychologie an der Universität Utrecht sowie Politikwissenschaften in Amsterdam (andere Quellen: Utrecht).
Nach ihrem Abschluss arbeitete sie ab Anfang der 1980er Jahre zunächst für Marge, eine kritische Fachzeitschrift für Wohlfahrtsarbeit. Hier sorgte sie 1985 dafür, dass die Zeitschrift erstmals – und als eine der ersten in den Niederlanden – digital produziert wurde. Bereits 1984/1985 publizierte sie erstmals über Informationstechnologie im Zusammenhang mit Sozialarbeit. Später war van den Boomen noch für die Tijdschrift voor de Sociale Sector und das Welzijnsweekblad tätig, bevor sie von 1990 als Redakteurin, Journalistin und Webdesignerin bei der politischen Wochenzeitschrift De Groene Amsterdammer einstieg. 1994 entwickelte sie als erstes Printmedium in den Niederlanden den Internetauftritt inklusive Online-Archiv des Blatts, „noch bevor die Redakteure selbst überhaupt einen Internetzugang hatten“. Daneben arbeitete sie für die Vierteljahreszeitschrift De Helling des wissenschaftlichen Büros der Partei GroenLinks. In den 1990er Jahren wurde Marianne van den Boomen Mutter einer Tochter.
In dieser Zeit nahm sie regelmäßig an Hackerconventions teil und war Teil der Szene um die Hackerzeitschrift Hack-Tic. Darüber hinaus war sie 1994 an dem Projekt Digitale Stadt in Amsterdam beteiligt, der ersten virtuellen Community und ersten kostenlosen Internetinitiative in den Niederlanden.
Ihre Publikationen und Zeitschriftenbeiträge, unter anderem für das zivilgesellschaftliche Instituut voor Publiek en Politiek, beschäftigten sich in den Folgejahren mit Internetkultur und Online-Communities.
Seit 2003 lehrte und forschte sie an der Fakultät für Neue Medien und Digitale Kultur an der Utrechter Universität. Kurz vor ihrem Tod promovierte sie dort im Frühjahr 2014 mit einer Arbeit über die Verwendung von Metaphern in den neuen Medien. Sie starb im November desselben Jahres nach längerer Krankheit im Alter von 58 Jahren.

## Publikationen (Auswahl)
- mit Don Olthof: De elektroniese welzijnswerker. De witte studentenpers, 1985 (niederländisch).
- mit Carla Biemans, Lenie Janssen: Gemeinwesenarbeit in Frauenhänden. Hrsg.: STERN, Gesellschaft der Behutsamen Stadterneuerung Berlin. DNB 871176858 (niederländisch: Opbouwwerk in vrouwenhanden. Utrecht 1983.).
- mit Jos van der Lans: Schrijfwerk. Een handleiding voor de non-profitsector. 1991, ISBN 90-313-1200-2 (niederländisch).
- Hackers aller landen...! In: De Groene Amsterdammer. (dort in gekürzter Form erschienen). August 1993 (Online via boom.home.xs4all.nl).
- Instituut voor Publiek en Politiek (Hrsg.): Internet-ABC voor vrouwen: een inleiding voor datadames en modemmeiden. Amsterdam 1995, ISBN 90-6473-306-6 (niederländisch).
- Instituut voor Publiek en Politiek (Hrsg.): Leven op het net: de sociale betekenis van virtuele gemeenschappen. Amsterdam 2000, ISBN 90-6473-389-9 (niederländisch).
- Hacking Barbie in gendered computer culture. In: Rosemarie Buikema, Liedeke Plate, Kathrin Thiele (Hrsg.): Doing Gender in Media, Art and Culture. Routledge, 2009, ISBN 978-1-134-00640-3.
- Institute of Network Cultures (Hrsg.): Transcoding the digital: how metaphors matter in new media. Dissertation. Amsterdam 2014, ISBN 978-90-818575-7-4 (englisch).

### Herausgeberschaft
- mit Sybille Lammes, Ann-Sophie Lehmann, Joost Raessens, Mirko Tobias Schäfer (Hrsg.): Digital material: tracing new media in everyday life and technology. Amsterdam University Press, Amsterdam 2009, ISBN 978-90-485-0666-8, urn:nbn:de:0168-ssoar-273298 (englisch, Open Access via ssoar.info).